# مری پترولیوم
مری پترولیوم ({{lang-ur|مری پیٹرولیم) شرکت نفت و گاز پاکستانی است، که در سال ۱۹۸۴ تأسیس شد.